# ウルグアイ時間
ウルグアイでは地理的にはUTC-4の時間帯に位置しているが、UTC-3を採用している。かつては夏時間（UTC-2）も実施し、実施期間は10月から3月となっていた。しかし、2015年6月30日にウルグアイ政府は夏時間を廃止し通年UTC-3を使用することを決定した。ウルグアイ国外ではウルグアイ時間はUYTと表される。

## IANA time zone database
tz databaseのzone.tabには、ウルグアイの標準時が1つ含まれている。
| 国コード | 座標            | TZ                 | 注釈 | 協定世界時との差 | 夏時間 | 備考 |
| -------- | --------------- | ------------------ | ---- | ---------------- | ------ | ---- |
| UY       | −345433−0561245 | America/Montevideo |      | −03:00           | −03:00 |      |